# 195. strelska divizija (ZSSR)
195. strelska divizija (izvirno rusko 195. стрелковая дивизия; kratica 195. SD) je bila strelska divizija Rdeče armade v času druge svetovne vojne.

## Zgodovina
Divizija je bila ustanovljena leta 1941 v Ovruč in bila uničena septembra istega leta v Kijevu. Ponovno je bila ustanovljena marca 1942 s preoblikovanjem 423. strelske divizije.